# Bürgermeister von Westtheben
Der Bürgermeister von Westtheben war ein altägyptischer Beamtentitel, der frühestens seit der Zeit von Ramses II. belegt ist.
Ab der 19. Dynastie nahm die Anzahl der Tempel auf dem Westufer von Theben immer weiter zu, so dass dort mehr Arbeiter und Tempelangestellte benötigt wurden, welche auch versorgt werden mussten. Zu diesem Zweck wurde das Amt des „Bürgermeisters von Westtheben“ eingeführt, der der Verwalter der dortigen Scheunen wurde und somit für die Versorgung der Nekropolenarbeiter verantwortlich war. Er war zudem „Polizeioberster“, das heißt, er überwachte die königlichen Gräber, bewachte die Gefangenen und war Ankläger gegenüber Grabräubern.
In der Hierarchie war er dem „Bürgermeister von Theben“ untergeordnet.

## Titelträger
| Name   | Datierung               | Bemerkungen |
| ------ | ----------------------- | ----------- |
| Ramose | Ramses II.              |             |
| Pawera | Ramses IX. – Ramses XI. |             |